# Narodni muzej Alepa
Narodni muzej Alepa (arabsko متحف حلب الوطني‎) je največji muzej v Alepu, Sirija. Ustanovljen je bil leta 1931. Muzej stoji v središču mesta v bližini urnega stolpa Bab al-Faradž. Večina muzejskih zbirk je posvečenih arheologiji Sirije. Večina razstavljenih predmetov je z arheoloških najdišč na severu Sirije. 

## Zgodovina muzeja
Leta 1931 so se sirske oblasti odločile, da bodo majhno osmansko palačo namenile Narodnemu muzeju mesta Alep. Po treh desetletjih je zgradba postala premajhna za vedno večje število najdb. Leta 1966 so zato staro palačo podrli in jo nadomestili z večjo sodobno zgradbo. Načrte zanjo sta naredila jugoslovanska arhitekta Zdravko Bregovac in Vjenceslav Richter, zmagovalca na razpisanem natečaju.
Julija 2016 so muzej prizadele številne rakete in minometne granate, ki so jih sprožile uporniške sile. Oboje je povzročilo veliko škodo na strehi in sami zgradbi. Večina zbirke je bila takrat že evakuirana, problematični pa so bili predmeti, ki jih ni bilo mogoče premakniti.

## Zbirke
V muzeju so razstavljeni predmeti iz vseh zgodovinskih obdobij. Največ jih je iz železne dobe in islamskega obdobja. Vhod v muzej je vhod v tempelj iz novohetitskega naselja Tell Halaf s slavnimi sfingami iz železne dobe (9. stoletje pr. n. št.)

### Pritličje
Pritličje je razdeljeno na dva dela: oddelek prazgodovinske kulture in oddelek antičnih sirskih civilizacij. V prvem oddelku so izdelki in orodja iz kamene dobe, najdeni v okolici Alepa, Ain Dare in Eble. V njem je tudi najstarejše človeško zavetišče, odkrito v Mureybetu in staro okoli 10.500 let.
Drugi oddelek ima več dvoran. Zbirke so geografsko razvrščene po sirskih regijah in posvečene starodavnim sirskim civilizacijam. Razstavljeni so številni predmeti iz bronaste dobe iz Hame in Ugarita, kipi in klinopisne tablice iz Marija in najdbe iz Tell Braka. V zbirkah so tudi predmeti iz železne dobe in kipi v asirskem slogu iz Gornje Mezopotamije in porečja Evfrata.

### Prvo nadstropje
V prvem nadstropju so trije oddelki: oddelek z najdbami iz klasičnega obdobja, v katerem so razstavljeni predmeti iz grškega, helenističnega, rimskega in bizantinskega ovdobja, kot so kovanci, mozaiki, steklenina in keramika, oddelek arabsko-islamske zgodovine, v katerem so razstavljeni arabski kovanci, rokopisi, keramika, islamski grob iz 12. stoletja in astrolab iz 12. stoletja, in oddelek sodobne umetnosti, posvečen sodobnim umetnikom iz Alepa in drugih sirskih mest. V njem je tudi maketa starega Alepa in izjemen mozaik iz 6. stoletja. 

### Dvorišče
Na notranjem dvorišču muzeja domujejo ogromni kipi staroveških hetitskih in rimskih mitoloških bitij, izdelani iz bazalta, in velik mozaik iz 3. stoletja. Na zunanjem dvorišču so razstavljeni spomeniki asirske, aramejskem bizantinske in arabske civilizacije.

## Galerija
- Kipi na dvorišču muzeja
- Kipi iz Marija
- Notranjost muzeja
- Kip iz Marija
- Melkartova stela